# Julius Eastman
Julius Dunbar Eastman Jr (geboren 27. August 1940 in Ithaca, New York; gestorben 28. Mai 1990 in Buffalo, New York) war ein amerikanischer Komponist der Minimal Music.

## Leben
Der Afroamerikaner Julius Eastman wuchs zusammen mit seinem Bruder Gerald, der später u. a. im Count Basie Orchestra spielte, bei seiner Mutter Frances auf. Die Eltern hatten sich früh getrennt.
Eastman zeigte von Kindesbeinen an musikalische Begabung und sang in verschiedenen Chören. Seine Mutter berichtete später, dass ihr Sohn schon als Zweijähriger Geschichten wortgetreu wiedergeben konnte und früh sehr selbständig war. Er bekam Klavierstunden und war kaum von dem Instrument zu trennen. Als Teenager begleitete er Ballettklassen im Studio von Iris Barbura am Klavier und nahm selbst Ballettunterricht. Schließlich komponierte er das Ballett Vergiu’s Dance, das er dem Ballettlehrer Vergiu Cornea widmete.
Er besuchte das Ithaca College und ging dann an das Curtis Institute of Music in Philadelphia. Er studierte dort zunächst Klavier bei Mieczysław Horszowski und später Komposition bei Constant Vauclain. Sein Konzertdebüt hatte er 1966 in der Town Hall in New York City.
Eastman war damals vor allem als Pianist bekannt, verfügte aber auch über eine intensive, umfangreiche Bariton-Stimme und eine starke, wenn auch unberechenbare Bühnenpräsenz. 1970 spielte er Georg III. in Peter Maxwell Davies’ Eight Songs for a Mad King und trat damit u. a. mit den New Yorker Philharmonikern unter Pierre Boulez auf. 1973 war er für eine richtungsweisende Aufnahme des Stücks, diesmal wieder mit Maxwell Davies, verantwortlich.
Der Dirigent Lukas Foss besorgte ihm 1968 ein Stipendium für das Buffalo’s Center for the Creative and Performing Arts, an dem er später Musiktheorie lehrte und u. a. mit Petr Kotík eng zusammenarbeitete. Obwohl Eastman bei einigen Studierenden beliebt war, verhinderte seine mangelnde Begeisterung für Verwaltungsdinge eine Vertragsverlängerung. Eastman und Kotík arbeiteten in den 1970er Jahren zusammen im von ihnen gegründeten S.E.M. Ensemble, das Werke von John Cage und Morton Feldman zur Aufführung brachte. 1975 überwarf er sich mit Cage, der ihm eine engstirnige, ausschließlich auf seine eigene Homosexualität zentrierte künstlerische Haltung vorwarf, und er verließ Buffalo. Ein anderer Grund für seinen Weggang war laut Kyle Gann, dass Eastman die bürokratischen Erfordernisse des Hochschulbetriebs vernachlässigte.
In New York lebte er als freier Künstler. 1979 entstanden seine Stücke Evil Nigger, Gay Guerrilla und Crazy Nigger für Klavierquartett. Er wirkte 1981 mit in Meredith Monks Plattenaufnahme Dolmen Music und 1983 in Monks Turtle Dreams. Für seinen Freund Arthur Russell dirigierte er dessen Kompositionen.
In den 1980er Jahren verfiel Eastman zunehmend dem Alkohol und harten Drogen. Er zog in das Obdachlosenlager im Tompkins Square Park. Unbemerkt von der musikalischen Öffentlichkeit starb er in einem Krankenhaus an einem Kreislaufstillstand. Ein Nachruf von Kyle Gann erschien erst neun Monate nach seinem Tod im Village Voice.
Seit 2005 wird Eastmans Werk, u. a. dank der CD-Kompilation Unjust Malaise und der Rekonstruktionen von Mary Jane Leach, wiederentdeckt und zugänglich gemacht. 2017 wurden Werke von Eastman im Rahmen des MaerzMusik Festivals in Berlin sowie im Rahmen eines interdisziplinären Projektes bei SAVVY Contemporary 2017–2018 aufgeführt.
In der Kunst-Station St. Peter in Köln wurden 2017 in drei Konzerten unter anderen Macle und Colors, eine Komposition für 16 solistische Frauenstimmen, gespielt. 2022 wurden im Kunstbau in München Stücke von Eastman aufgeführt, u. a. von Musikern der Münchner Philharmoniker, des Münchner Kammerorchesters und vom Kukuruz Quartett.

## Aufnahmen (Auswahl)
- Tomasz Sikorski | Julius Eastman: Unchained (Bôłt) 2014 (mit Joanna Duda, Bartłomiej Wąsik, Emilia Sitarz, Mischa Kozłowski)
- Femenine. SEM Ensemble (Frozen Reeds). 2016 (1974)
- Gay Guerrilla. Julius Eastman and His Music. Rochester, NY; Woodbridge, Suffolk Boydell & Brewer 2015
- Piano Interpretations. Kukuruz Quartett (Intakt Records). 2018 (mit Philip Bartels, Duri Collenberg, Simone Keller, Lukas Rickli)
- Evil Nigger, Gay Guerrilla. Live at Moers-Festival 2020. (Neue Meister/Edel Germany). 2020 (mit Kai Schumacher, Patricia Martin, Mirela Zhulali, Benedikt Ter Braak)